# أبو الوفاء بن عقيل
أَبُو الْوَفَاءِ عَلِيُّ بْنُ عَقِيلِ بْنِ مُحَمَّدِ بْنِ عَقِيلِ بْنِ أَحْمَدَ الظَّفَرِيُّ الْبَغْدَادِيُّ الْحَنْبَلِيُّ ويُعرف اختصارًا بـ أبي الوفاء ابن عقيل أو ابن عقيل الحنبلي (جمادى الآخرة 431 – 12 جمادى الأولى 513هـ / 1040 – 1119م) من بغداد، العراق. شيخ الحنابلة، إمام علامة، وصاحب تصانيف، من كبار الأئمة.

## كتاب الفنون
هو كتاب كبيرٌ جداً، قيل أنه بلغ ثمانمائة مجلد، فيه فوائد كثيرة في الوعظ والتفسير والفقه والأصول، والنحو واللغة والشعر والتاريخ والحكايات وفيه مناظراتُه ومجالسُه التي وقعت له وخواطره ونتائج فكره فيَّدها فيه.
- قال الحافظ الذهبي في تاريخه: | أبو الوفاء بن عقيل | لم يُصنف في الدنيا أكبر من هذا الكتاب. | أبو الوفاء بن عقيل |.
- وقال حاجي خليفة، صاحب كشف الظنون، ج: 2 ص: 1447

| أبو الوفاء بن عقيل | كتاب الفنون لعلي بن عقيل البغدادي المتوفى سنة جمع فيه ازيد من أربعمائة فن. | أبو الوفاء بن عقيل |

- قال ابن رجب في ذيل طبقات الحنابلة (3/129): «وأكبر تصانيفه: كتاب «الفنون» وهو كتاب كبير جدًا، فيه فوائد كثيرة جليلة، في الوعظ، والتفسير، والفقه، والأصلين، والنحو، واللغة، والشعر، والتاريخ، والحكايات. وفيه مناظراته ومجالسه التي وقعت له، وخواطره ونتائج فكره قَيَّدَها فيه.[10]

## قصة العقد
وقال أبو المظفر سبط ابن الجوزي: حكى ابن عقيل عن نفسه.
قال: حججت، فالتقطت عقد لؤلؤ في خيط أحمر، فإذا شيخ أعمى ينشده، ويبذل لملتقطه مائة دينار، فرددته عليه، فقال: خذ الدنانير، فامتنعت، وخرجت إلى الشام، وزرت القدس، وقصدت بغداد، فأويت بحلب إلى مسجد وأنا بردان جائع، فقدموني، فصليت بهم، فأطعموني، وكان أول رمضان، فقالوا: إمامنا توفي فصل بنا هذا الشهر، ففعلت، فقالوا: لإمامنا بنت، فزوجت بها، فأقمت معها سنة، وأولدتها ولدا ذكرا، فمرضت في نفاسها، فتأملتها يوما فإذا في عنقها العقد بعينه بخيطه الأحمر، فقلت لها: لهذا قصة، وحكيت لها، فبكت، وقالت: أنت هو والله، لقد كان أبي يبكي، ويقول: اللهم ارزق بنتي مثل الذي رد العقد علي، وقد استجاب الله منه، ثم ماتت، فأخذت العقد والميراث، وعدت إلى بغداد.

## قالوا عنه
- قال عنه الذهبي: «الإمام العلامة البحر، شيخ الحنابلة أبو الوفاء علي بن عقيل بن محمد بن عقيل بن عبد الله البغدادي الظفري، الحنبلي المتكلم، صاحب التصانيف، كان يسكن الظفرية ومسجده بها مشهور».[13]
- قال ابن الجوزي فيه: هو فريد فنه، وإمام عصره، كان حسن الصورة، ظاهر المحاسن. وقال أيضا: كان ابن عقيل دينا، حافظا للحدود، توفي له ابنان، فظهر منه من الصبر ما يتعجب منه، وكان كريما ينفق ما يجد، وما خلف سوى كتبه وثياب بدنه، وكانت بمقدار، توفي بكرة الجمعة ثاني عشر جمادى الأولى سنة ثلاث عشرة وخمس مائة وكان الجمع يفوت الإحصاء، قال ابن ناصر شيخنا: حزرتهم بثلاث مائة ألف.[14]